# Championnat de France de football National 2024-25
La Temporada 2024-25 del Campeonato Francés Nacional fue la 28.ª edición del Campeonato organizado por la Federación Francesa de Fútbol. Esta categoría es el nivel de liga más alto que puede aspirar un club francés de categoría no profesional; ya que, en caso de lograr subir al siguiente nivel, la Ligue 2, el club deberá obligatoriamente obtener el estatus profesional para poder participar. 
Esta temporada fue disputada por 17 equipos debido a la existencia de una plaza vacante, la cual le correspondía al Girondins de Burdeos, en un principio el equipo había sido sancionado con un descenso administrativo al National por problemas financieros,sin embargo, el 1 de agosto la DCNG decidió relegar al club a la National 2, ante la precaria situación y por la falta de tiempo para poder encontrar una forma para mejorar sus finanzas el Girondins no apeló la sanción a la espera de poder ocupar su plaza en el National para la siguiente temporada.Tras este suceso el GOAL FC, décimo cuarto clasificado la temporada anterior y en consecuencia descendido, solicitó hacerse con el lugar que había quedado vacante, sin embargo, el comité de competición rechazó su solicitud, por lo que la temporada quedó con un número impar de equipos.
Durante esta temporada se dieron dos ascensos directos a Ligue 2, además de una plaza de promoción en la cual el tercer clasificado del Championnat National jugó contra el décimo sexto lugar de la segunda división. Por el otro lado hubo dos descensos al National 2.

## Descensos, ascensos y decisiones administrativas
Según el reglamento el campeonato, los clubes que participan en esta temporada, además de los clubes clasificados entre el tercer y el duodécimo lugar durante la temporada 2023-24, serán los cuatro clubes descendidos de Ligue 2 y los cuatro clubes promovidos del National 2 de la temporada 2023-24.
Una vez terminada las 34 jornadas del campeonato, según la clasificación :
- Los equipos clasificados en la 1.ª y 2.ª posición ascienden a la Ligue 2
- El equipo clasificado en la 3.ª posición jugará una promoción de ascenso para la Ligue 2.
- Los equipos clasificados entre la 4.ª y la 15.ª posición continúan en la categoría para la próxima temporada.
- Los equipos clasificados entre la 16.ª y la 17.ª posición descenderán al Nacional 2.

## Relevos
| Pos. | Descendidos de Ligue 2 |
| ---- | ---------------------- |
| 18.º | Quevilly-Rouen         |
| 19.º | Concarneau             |
| 20.º | Valenciennes           |

| Pos. | Ascendidos a Ligue 2 |
| ---- | -------------------- |
| 1.º  | Red Star             |
| 2.º  | FC Martigues         |

| Pos. | Descendidos a Championnat National 2 |
| ---- | ------------------------------------ |
| 3.º  | Chamois Niortais (Adminisrativo)     |
| 14.º | GOAL FC                              |
| 15.º | US Avranches                         |
| 16.º | Marignane Gignac FC                  |
| 17.º | SAS Épinal                           |
| 18.º | SO Cholet                            |

| Pos.        | Ascendidos de Championnat National 2 |
| ----------- | ------------------------------------ |
| 1.º Grupo A | Aubagne                              |
| 1.º Grupo B | París 13 Atlético                    |
| 1.º Grupo C | Boulogne                             |
| 1.º Grupo D | FC Bourg-Péronnas                    |

## Clubes participantes
| Club                                    | Ciudad                 | Estadio                      | Capacidad |
| --------------------------------------- | ---------------------- | ---------------------------- | --------- |
| Aubagne Football Club                   | Andrézieux-Bouthéon    | Stade de Lattre-de-Tassigny  | 3,000     |
| Union Sportive de Boulogne              | Boulogne-sur-Mer       | Stade de la Libération       | 15,204    |
| Football Bourg-en-Bresse Péronnas 01    | Bourg-en-Bresse        | Stade Marcel-Verchère        | 11,400    |
| La Berrichonne de Châteauroux           | Châteauroux            | Stade Gaston Petit           | 17,072    |
| Union Sportive Concarneau               | Concarneau             | Estadio Municipal Guy-Piriou | 6,500     |
| Dijon Football Côte d'Or                | Dijon                  | Stade Gaston Gérard          | 15,995    |
| Le Mans Football Club                   | Le Mans                | MMArena                      | 25,064    |
| Association Sportive Nancy-Lorraine     | Nancy                  | Stade Marcel Picot           | 20,087    |
| Nîmes Olympique Football Club           | Nimes                  | Stade des Costières          | 18,842    |
| Union Sportive Orléans                  | Orléans                | Stade de la Source           | 7,533     |
| París 13 Atlético                       | París                  | Stade Boutroux               | 2,500     |
| Union sportive Quevilly-Rouen Métropole | Le Petit-Quevilly      | Stade Robert Diochon         | 12,018    |
| Football Club Rouen                     | Ruan                   | Stade Robert Diochon         | 12,108    |
| Football Club Sochaux-Montbéliard       | Montbéliard            | Stade Auguste Bonal          | 20,005    |
| Valenciennes Football Club              | Valenciennes           | Estadio de Hainaut           | 25,172    |
| Football Club de Versailles 78          | París                  | Estadio Jean-Bouin           | 20,000    |
| Football Club Villefranche Beaujolais   | Villefranche-sur-Saône | Stade Armand-Chouffet        | 3,500     |

## Clasificación
| Pos. | Equipo                   | Pts. | PJ | G  | E  | P  | GF | GC | Dif. | Clasificación                     |
| ---- | ------------------------ | ---- | -- | -- | -- | -- | -- | -- | ---- | --------------------------------- |
| 1    | AS Nancy-Lorraine (A, C) | 65   | 32 | 20 | 5  | 7  | 53 | 30 | +23  | Ascenso a Ligue 2                 |
| 2    | Le Mans FC (A)           | 58   | 32 | 17 | 7  | 8  | 48 | 34 | +14  | Ascenso a Ligue 2                 |
| 3    | US Boulogne (A)          | 56   | 32 | 15 | 11 | 6  | 46 | 34 | +12  | Ascenso administrativo a Ligue 2  |
| 4    | Dijon FCO                | 47   | 32 | 12 | 11 | 9  | 37 | 35 | +2   |                                   |
| 5    | FC Bourg Péronnas        | 46   | 32 | 12 | 10 | 10 | 26 | 28 | −2   |                                   |
| 6    | Aubagne FC               | 45   | 32 | 13 | 6  | 13 | 43 | 37 | +6   |                                   |
| 7    | US Orléans               | 45   | 32 | 12 | 9  | 11 | 43 | 41 | +2   |                                   |
| 8    | US Concarneau            | 42   | 32 | 11 | 9  | 12 | 48 | 46 | +2   |                                   |
| 9    | Valenciennes FC          | 42   | 32 | 10 | 12 | 10 | 38 | 36 | +2   |                                   |
| 10   | FC Rouen                 | 40   | 32 | 9  | 13 | 10 | 42 | 39 | +3   |                                   |
| 11   | US Quevilly-Rouen        | 40   | 32 | 11 | 7  | 14 | 31 | 41 | −10  |                                   |
| 12   | FC Sochaux-Montbéliard   | 38   | 32 | 8  | 14 | 10 | 29 | 30 | −1   |                                   |
| 13   | FC Versailles            | 36   | 32 | 8  | 12 | 12 | 41 | 44 | −3   |                                   |
| 14   | París 13 Atlético        | 35   | 32 | 7  | 14 | 11 | 32 | 38 | −6   |                                   |
| 15   | FC Villefranche          | 34   | 32 | 7  | 13 | 12 | 29 | 37 | −8   |                                   |
| 16   | LB Châteauroux           | 33   | 32 | 8  | 9  | 15 | 40 | 62 | −22  |                                   |
| 17   | Nîmes Olympique (D)      | 28   | 32 | 6  | 10 | 16 | 24 | 41 | −17  | Descenso a Championnat National 2 |

Actualizado a los partidos jugados el 16 de mayo de 2025.
 Fuente: SoccerWay
Notas:
1. ↑  La US Boulogne fue promovida a la Ligue 2 en sustitución del Athletic Club Ajaccien, debido a que el club corso fue relegado al Championnat National por mala gestión financiera.[8]
2. ↑  El LB Châteauroux había descendido deportivamente al Championnat National 2, sin embargo, fue repescado para jugar en esta categoría debido a que el Football Club de Martigues, equipo relegado deportivamente de la Ligue 2 y que debía jugar la próxima temporada en el National, fue despojado de su estatus como club profesional y descendido a Régional 1 por no presentar documentación y un plan de viabilidad financiera.[9]

## Resultados
| Local \ Visitante      | AUB | BOL | BRP | CHÂ | CON | DIJ | LEM | NAN | NÎM | PAT | ORL | QUE | ROU | SOC | VAL | VER | VIL |
| ---------------------- | --- | --- | --- | --- | --- | --- | --- | --- | --- | --- | --- | --- | --- | --- | --- | --- | --- |
| Aubagne FC             | —   | 3–0 | 1–0 | 6–2 | 0–2 | 1–2 | 1–0 | 4–0 | 2–0 | 1–1 | 1–0 | 1–1 | 2–1 | 0–1 | 0–3 | 3–3 | 1–2 |
| US Boulogne            | 1–1 | —   | 1–1 | 1–1 | 2–1 | 2–2 | 3–2 | 1–1 | 2–1 | 3–1 | 3–0 | 2–0 | 1–2 | 2–3 | 0–0 | 1–0 | 1–0 |
| FC Bourg Péronnas      | 2–1 | 1–1 | —   | 0–0 | 0–0 | 2–1 | 0–1 | 1–0 | 2–1 | 0–3 | 0–0 | 1–1 | 0–1 | 1–1 | 1–0 | 1–0 | 0–0 |
| LB Châteauroux         | 2–7 | 0–1 | 2–0 | —   | 1–0 | 3–3 | 1–2 | 0–2 | 3–2 | 1–1 | 2–0 | 4–3 | 1–0 | 1–0 | 1–2 | 2–2 | 2–2 |
| US Concarneau          | 0–0 | 1–1 | 2–1 | 3–1 | —   | 1–2 | 5–2 | 0–2 | 1–0 | 2–0 | 1–2 | 5–1 | 1–1 | 1–1 | 1–1 | 4–2 | 1–1 |
| Dijon FCO              | 1–0 | 0–3 | 0–1 | 4–0 | 0–1 | —   | 0–5 | 0–1 | 0–0 | 2–0 | 2–2 | 3–3 | 1–0 | 0–0 | 2–1 | 2–0 | 2–0 |
| Le Mans FC             | 1–1 | 1–0 | 1–2 | 2–0 | 3–1 | 0–0 | —   | 0–4 | 4–0 | 1–0 | 0–2 | 2–1 | 2–2 | 1–1 | 2–1 | 2–0 | 0–0 |
| AS Nancy-Lorraine      | 2–0 | 0–2 | 1–0 | 1–0 | 3–0 | 0–1 | 2–0 | —   | 1–0 | 1–2 | 1–0 | 4–1 | 1–1 | 1–0 | 1–2 | 3–2 | 2–0 |
| Nîmes Olympique        | 2–4 | 2–0 | 1–3 | 1–0 | 3–0 | 0–0 | 0–0 | 1–2 | —   | 0–0 | 1–2 | 0–2 | 2–2 | 1–1 | 0–0 | 1–0 | 1–0 |
| París 13 Atlético      | 1–0 | 0–1 | 0–1 | 3–2 | 2–1 | 0–0 | 2–3 | 2–2 | 1–1 | —   | 0–1 | 0–1 | 1–0 | 1–1 | 1–1 | 1–1 | 1–0 |
| US Orléans             | 2–1 | 1–1 | 1–0 | 1–1 | 2–3 | 1–1 | 1–2 | 1–5 | 3–0 | 3–1 | —   | 0–0 | 1–3 | 4–2 | 4–1 | 2–3 | 1–1 |
| US Quevilly-Rouen      | 1–0 | 0–1 | 0–0 | 1–2 | 2–1 | 2–1 | 1–2 | 0–1 | 0–1 | 1–0 | 1–1 | —   | 2–1 | 1–0 | 2–0 | 1–3 | 0–1 |
| FC Rouen               | 0–1 | 3–1 | 2–1 | 4–0 | 4–3 | 0–0 | 2–2 | 2–2 | 1–0 | 2–2 | 0–2 | 2–0 | —   | 0–0 | 1–1 | 0–0 | 2–4 |
| FC Sochaux-Montbéliard | 0–1 | 1–1 | 0–1 | 2–2 | 1–0 | 1–2 | 0–1 | 2–3 | 1–1 | 0–0 | 0–0 | 2–0 | 2–1 | —   | 2–0 | 0–0 | 2–1 |
| Valenciennes FC        | 1–0 | 2–3 | 1–2 | 3–1 | 3–3 | 2–0 | 0–1 | 3–4 | 2–0 | 1–1 | 1–0 | 0–0 | 0–0 | 1–0 | —   | 0–0 | 2–2 |
| FC Versailles          | 2–0 | 2–3 | 3–0 | 1–0 | 1–2 | 2–3 | 1–0 | 0–0 | 2–1 | 3–3 | 1–3 | 0–1 | 1–1 | 1–1 | 1–1 | —   | 1–1 |
| FC Villefranche        | 0–1 | 1–1 | 1–1 | 2–2 | 1–1 | 1–0 | 0–3 | 2–0 | 0–0 | 1–1 | 2–0 | 0–1 | 2–1 | 0–1 | 0–2 | 1–3 | —   |

## Play-off de permanencia en la Ligue 2 2025-26
| Ida; 20 de mayo de 2025 | Boulogne    | 1:3 (1:1) | Clermont Foot 63                   | Stade de la Libération, Boulogne-sur-Mer |                               |
| 20:45 CEST              | Epailly 23' | Reporte   | Diop 31' · Koré 79' · Diédhiou 85' | Árbitro(s): Guillaume Paradis            | Árbitro(s): Guillaume Paradis |

| Vuelta; 25 de mayo de 2025 | Clermont Foot 63 | 1:2 (0:0) (Global 4:3) | Boulogne                      | Stade Gabriel Montpied, Clermont-Ferrand |                              |
| 17:00 CEST                 | Diédhiou 73'     |                        | Averlant 55' · Vercruysse 70' | Árbitro(s): Romain Lissorgue             | Árbitro(s): Romain Lissorgue |

- Clermont Foot 63 ganó por 4–3 en el marcador global. Por lo tanto, Clermont Foot 63 y Boulogne permanecieron en sus respectivas categorías.